# Bella traición
«Bella traición» es el segundo sencillo del álbum Utopía, de la cantante mexicana-española Belinda. La canción también ha sido grabada en inglés con el título "End Of the Day", la cual aparece en el álbum Utopía 2. El video musical fue dirigido por Scott Speer.

## Información
En la canción, Belinda da un paso hacia adelante y se aleja de manera vertiginosa del lado pop y dulce que la había caracterizado antes. La letra de la canción demuestra a una persona más agresiva al confesarse frente a un amor que la ha hecho traicionar a otro que aún tenía, las frases más reveladoras son: "No me importa el juramento que te di" y "No me importa el fuego en el que ardo hoy", ya que en las dos se expresa claramente una intertextualidad con el discurso religioso.

## Video musical
El video musical fue filmado en la Cd. de México en un foro con una diseñadora que ayudó a la película de El Zorro; es gótico, tiene un confesionario y un cuarto azul. En él se muestra a Belinda en distintos escenarios similares a los que aparecerían en un cuento de ficción, que según la propia Belinda, la fuente de dicho video es el clásico Alicia en el país de las maravillas. Fue filmado en enero de 2007, y dirigido por Scott Speer, el mismo director de su anterior video Ni Freud ni tu mamá.
Ganó en la categoría de "Video del año" en los MTV Video Music Awards Latinoamérica de 2007. El video quedó entre los 5 mejores del año en MTV Sur, alcanzando la 5.ª posición, en tanto que en MTV Norte llegó a la 21°, a pesar de que nunca entró a dicho conteo.

### Posiciones del video
| Año  | Lista                        | Posición máxima       |
| ---- | ---------------------------- | --------------------- |
| 2007 | HTV Top 21 Video Chart       | 4[cita requerida]     |
| 2007 | Latin Hot Video              | 17[cita requerida]    |
| 2007 | Los 10 + Pedidos MTV Sur     | 1(x7)[cita requerida] |
| 2007 | Mi TRL                       | 1(x1)[cita requerida] |
|      | Listas de fin de año         |                       |
| 2007 | Los 100 + Pedidos MTV Norte  | 21                    |
| 2007 | Los 100 + Pedidos MTV Sur    | 5                     |
|      | Otros conteos                |                       |
| 2010 | 10 Años, 100 Videos - Centro | 46                    |

## Lanzamientos
La canción fue lanzada el 26 de enero del 2007, alcanzando rápidamente muy altos niveles de popularidad.
El video por su parte, fue lanzado el 5 de febrero del 2007.

### Sencillo
Se lanzaron dos sencillos de cartón promocionales, el de México contiene un solo track, se puede encontrar en venta en internet, en su parte trasera contiene la canción Sufre Conmigo de Moenia. El otro fue lanzado en Puerto Rico y contiene dos tracks.

#### Lista de canciones

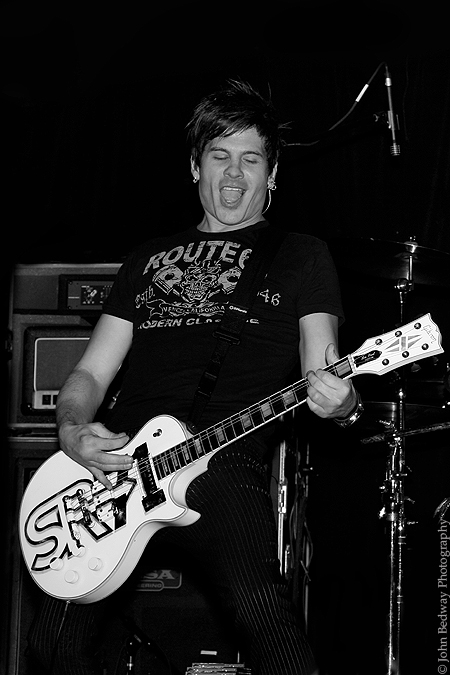
Mitch Allan, coproductor de la canción.

Promo Single (México)
1. «Bella Traición»

Promo CD (México)
- A - «Bella Traición» (Belinda)
- B - «Sufre Conmigo» (Moenia)

Promo Single (Puerto Rico)
1. «Bella Traición»
2. «Bella Traición» (Versión Pop)

## Premios y nominaciones
- Premios MTV 2007: Video del año - Ganador
- Latin Grammy 2007: Canción del año - Nominada
- Terra Awards 2007: Song of the year - Ganadora
- Premios 40 Principales España 2008: Mejor canción internacional - Nominada
- BMI Latin Music Awards 2009: Best Song - Ganadora[7]

## Posicionamiento en listas
| Listas (2007)                           | Mejor posición |
| --------------------------------------- | -------------- |
| España (España Top 40)                  | 20             |
| España (España Top 20 Radio)            | 14             |
| Estados Unidos (Latin Pop Airplay)      | 12             |
| Estados Unidos (Latin Tropical Airplay) | 11             |
| Estados Unidos (Hot Latin Tracks)       | 14             |

## Versiones oficiales
- Bella Traición (Álbum Versión)
- Bella Traición (Versión Pop)
- End Of The Day (Álbum Versión)